# Helgetjärnen, Jämtland
Helgetjärnen är en sjö i Åre kommun i Jämtland och ingår i Indalsälvens huvudavrinningsområde.